# Octobre Rouge
Pour les articles homonymes, voir Octobre rouge (homonymie).
Octobre Rouge, ou Octobre-Rouge, est un groupe de hip-hop français, originaire de Paris. Le groupe publie son premier album studio, 24 sur 7, en 2002 au label Colekt’or. DJ Manifest, l'un des membres, meurt dans la nuit du 5 au 6 juin 2010, dans un accident de voiture en Guinée.

## Biographie
Le groupe est formé en 1997 dans le 18e arrondissement de Paris. À ce moment, L.O.G.A.N., membre du groupe Les Affranchis, fait la rencontre de Grain de Caf' et de Voodoo. Le nom du groupe s'inspire de la Révolution de 1917, du film de John McTiernan et le quartier de Château Rouge. Au mois d’octobre 1999, le groupe sort son premier maxi, 1918, avec Argotrip en face B, a mille exemplaires. Le groupe sort ensuite le maxi En V.O. au mois d'octobre 2000, suivi du maxi Week-end à Meda au mois d'octobre 2001. Le clip associé à ce dernier maxi est tourné à Amsterdam dans des coffee shops. Le clip est interdit à la télévision, mais disponible sur Internet.
En 2002, le groupe publie son premier album studio, 24 sur 7, au label Colekt’or. En 2004, ils publient leur deuxième album, Là où ça fait mal. En 2007, le groupe publie son troisième album, Votez pour nous.
DJ Manifest, l'un des membres, meurt dans la nuit du 5 au 6 juin 2010, dans un accident de voiture en Guinée, où il donnait un concert avec Grain de Caf',,.

## Discographie

### Albums studio
- 2002 : 24 sur 7
- 2004 : Là où ça fait mal
- 2007 : Votez pour nous

### EPs
- 1999 : 1918
- 2000 : En V.O.
- 2001 : Week-end à Meda
- 2006 : Mes potes

### Street albums
- 2003 : Le plus fumant
- 2004 : Son, sex et skunk

### Apparitions
- 2001 : Nastyness de Dee Nasty